# Bobby Caldwell
Bobby Caldwell, har spelat med Johnny Winter på Live (1971) och Saints & Sinners (1974). Han spelade även trummor i Captain Beyond på två album: Captain Beyond och Dawn Explosion. Captain Beyond har även spelat på Sweden Rock Festival.
Ingick också i grupperna Armageddon och Allman Brothers Band.